# Père Noël et Fils (bande dessinée)
Pour l’article homonyme, voir Père Noël et Fils.
Père Noël et Fils est une série de bande dessinée humoristique en trois tomes créée par Bob de Groot et Philippe Bercovici  en 2006. Elle est éditée chez Glénat.

## Synopsis
La série relate la vie du père Noël et de son fils qui doit assurer sa succession. Être apprenti père Noël n'est pas toujours simple...

## Albums
1. Bulles de Noël - Glénat, 2006
2. Embûches de Noël - Glénat, 2007
3. Décompte de Noël - Glénat, 2008